# Barnspråk
Barnspråk är en informell benämning på kännetecken för barns språk och bebisspråk eller bäbisspråk för yngre barns språk. Några kännetecken för barnspråk är korta ord och satser, talfel och grammatisk ofullkomliga, som oregelbunden böjning (gedde i stället för gav).
Ibland talas om vuxna som talar barnspråk eller bebisspråk till barn. Många imiterar då även barnen genom att använda ett annat tonfall och en ljusare röst än annars.
Barns tal- och språkutveckling genomgår många olika stadier. Joller är språkljud som inte motsvarar några egentliga ord. Barn börjar lära sig enstaka ord kring ett års ålder. Vid tre års ålder brukar barn börja bilda fullständiga meningar men först vid sexårsåldern blir språket mer korrekt även grammatiskt. 
Språkutveckling är viktigt för barn för att lättare kunna förstå, uttrycka tankar och känslor samt kommunicera med både andra barn och vuxna. Inom pedagogiken i exempelvis Sverige är ett mål att tala med och inte bara till barnen. Ibland används hjälpmedel vid språkutveckling som kroppsspråk, bilder och teckenstöd. En frågeställning riktad till ett barn kan vara ett sätt att få barnet att öva på att uttrycka sig. Även lekar och sällskapsspel kan gynna språkutvecklingen. Högläsning eller sagostund kan vara ett sätt att bland annat förbättra barnens ordförråd.
När någon lär sig ett annat språk än sitt modersmål talas om språkinlärning.